# Serravallium
| ❮ | System      | Serie   | Stufe        | ≈ Alter (mya) |
| ❮ | später      | später  | später       | jünger        |
| - | ----------- | ------- | ------------ | ------------- |
| ❮ | N e o g e n | Pliozän | Piacenzium   | 2,588 ⬍ 3,6   |
| ❮ | N e o g e n | Pliozän | Zancleum     | 3,6 ⬍ 5,333   |
| ❮ | N e o g e n | Miozän  | Messinium    | 5,333 ⬍ 7,246 |
| ❮ | N e o g e n | Miozän  | Tortonium    | 7,246 ⬍ 11,62 |
| ❮ | N e o g e n | Miozän  | Serravallium | 11,62 ⬍ 13,82 |
| ❮ | N e o g e n | Miozän  | Langhium     | 13,82 ⬍ 15,97 |
| ❮ | N e o g e n | Miozän  | Burdigalium  | 15,97 ⬍ 20,44 |
| ❮ | N e o g e n | Miozän  | Aquitanium   | 20,44 ⬍ 23,03 |
| ❮ | früher      | früher  | früher       | älter         |

Das Serravallium ist in der Erdgeschichte die vierte chronostratigraphische Stufe des Miozäns (Neogen) und die obere Stufe des Mittleren Miozäns. Sie begann geochronologisch vor ungefähr 13,82 Millionen Jahren und endete vor etwa 11,62 Millionen Jahren und dauerte somit ca. 2,2 Millionen Jahre. Die Stufe folgt auf das Langhium und wird vom Tortonium abgelöst.

## Namensgebung und Geschichte
Der Name der Stufe ist vom Ort Serravalle Scrivia in der Provinz Alessandria abgeleitet. Die Stufe und der Name wurden vom italienischen Geologen Lorenzo Pareto 1864 eingeführt.

## Definition und GSSP
Die untere Grenze der Stufe ist durch das Erstauftreten der Nannofossil-Art Sphenolithus heteromorphus definiert. Sie liegt innerhalb der magnetischen Polaritäts-Chronozone C5ABr. Die obere Grenze wird durch das letzte gemeinsame Vorkommen der kalkigen Nannofossil-Art Discoaster kugleri und der planktonischen Foraminiferen-Art Globigerinoides subquadratus definiert. Die Grenze ist assoziiert mit der kurzen normal-polaren magnetischen Polaritäts-Subchrone C5r.2n. Der offizielle Typprofil (GSSP = "Global Stratotype Section and Point") ist das Ras-il-Pellegrin-Profil, Fomm-Ir-Rih-Bucht an der Westküste Maltas.